# Vladimir Prelog
Vladimir Prelog, švicarski kemik hrvaškega rodu, * 23. julij 1906, Sarajevo † 7. januar 1998, Zürich, Švica.
Prelog je leta 1975 prejel Nobelovo nagrado za kemijo za svoja odkritja na področju naravnih snovi in stereokemije.
Bil je tudi dopisni član SAZU in častni doktor ljubljanske univerze.